# Сарацины (регбийный клуб)
Футбольный клуб «Сарацины» (англ. Saracens Football Club) — профессиональный регбийный клуб, базирующийся в лондонском районе Хендон. Домашние матчи клуб проводит на стадионе «Альянц Парк», вмещающем 10 тысяч зрителей. Команда основана в 1876 году, традиционные цвета — чёрный и красный.
Коллектив соревнуется в Английской Премьер-лиге, победителем которой становился в сезонах 2010/11, 2014/15 и 2015/2016. Кроме того, «Сарацины» принимают участие в розыгрышах Англо-валлийского кубка, а также турнирах EPCR. В сезоне 2015/16 команда не только выиграла домашний чемпионат, но и сделала дубль, впервые в своей истории став обладателем Кубка европейских чемпионов.

## История

### Истоки
Клуб основан в 1876 году филологами-студентами из Марилебона. Спустя два года «Сарацины» объединились с командой «Крусейдерс», базировавшейся неподалёку. В 1892 году коллектив переехал со стадиона «Краун Лэйн» (Саутгейт, Лондон) на арену «Фёрс Фарм» (Уинчмор Хилл). Впоследствии «Сарацины» использовали ещё девять стадионов, прежде чем обосновались на «Брэмли Роуд» в 1939 году. При этом Вторая мировая война воспрепятствовала проведению матчей вплоть до 1945 года. Сообщается, что название клуба происходит от «стойкости, энтузиазма и непобедимости пустынных воинов Саладина XII века».
Команда провела первый в своей истории матч против клуба «Блэкхит». Следующей же встречи «сарацинам» пришлось ждать девять лет — тогда товарищескую игру предложили провести «Харлекуинс». В целом достижение договорённости о проведении серьёзных матчей являлось для руководства клуба сложной задачей, так как инфраструктура «Брэмли Роуд» оставляла желать лучшего. В течение «любительского» периода регби несколько игроков «Сарацинов» представляли сборную Англии: Джон Стидс провёл на позиции хукера пять международных матчей (1949-50), Вик Хардинг играл лока (1961-62), Джордж Шерифф представлял сборную в 1966-67 годах.
В дальнейшем, когда затруднения с обслуживанием стадиона были преодолены, «Сарацины» провели множество матчей с грандами английского регби. Особые успехи клуба пришлись на 1970-е годы, когда команда достигла полуфинала Национального кубка. В 1971 году на «Брэмли Роуд» «Сарацины» принимали международную сборную (International XV). За матчем наблюдали пять тысяч человек, и это стало рекордом Северного Лондона на тот момент. Сама встреча завершилась вничью (34-34).

### Низшие лиги и выход в элиту
Суровые времена в начале 1980-х годов сменились достаточно успешным периодом. Тренер Тони Расс и капитан Флойд Стедман привели «Сарацинов» к победе во втором дивизионе сезона 1988/89 — тогда команда выиграла во всех матчах чемпионата. Через год клуб к удивлению многих занял четвёртое место в первом дивизионе, пропустив вперёд «Лондон Уоспс», «Глостер» и «Бат».
Однако в течение двух лет команда лишилась ряда ведущих игроков: Леонард ушёл в «Харлекуинс», Райан — в «Уоспс», Кларк пополнил состав «Бата». Реструктуризация системы лиг в сезоне 1992/93 сократила число участников лиги, и «Сарацины» вместе тремя другими клубами оказались во втором дивизионе. Сезон 1993/94 клуб завершил на третьем месте, упустив возможность вернуться в элиту. Это удалось регбистам только через год. Бывший игрок клуба Дэвид Уэллмен был назначен ответственным за преобразования, которые должны были пройти в клубе. Он поручил руководство другому экс-«сарацину» Майку Смиту. Именно он возглавил процесс перехода клуба на профессиональную основу.
Команда испытывала необходимость в привлечении дополнительных финансовых ресурсов для усиления состава и улучшения игровой инфраструктуры. По итогам сезоне 1995/96 «Сэрасинс» вновь оказались на грани вылета вместе с клубом «Уэст Хартлпул». Однако Майк Смит, ставший генеральным директором, убедил руководство Регбийного союза в том, что по итогам первого сезона профессионального регби никто не должен покинуть элитный дивизион.

### Профессиональный период

#### 2010/11: чемпионский сезон
«Сарацины» открыли сезон Премьер-лиги 2010/11 поражение от «Лондон Айриш». Затем команда выигрывала на протяжении четырёх матчей, пока не уступила новичкам лиги — «Эксетер Чифс». Европейская кампания клубу не удалась: «Сарацины» заняли последнее место в группе кубка Хейнекен 2010/11. Команде пришлось играть с сильнейшими соперниками из Старого Света: «Ленстером», «Расинг Метро» и «Клермоном». Оба французских клуба в том сезоне попали в полуфинал национального чемпионата. На внутренней арене «Сарацины» выступали удачно. За один тур до конца регулярного чемпионата команда обеспечила себе место в полуфинале, который клуб должен был провести дома. В заключительном туре хартфордширцы переиграли «Харлекуинс», оформив тем самым десятую победу кряду. Среди жертв этой серии «Нортгемптон Сэйнтс», «Лондон Уоспс», «Эксетер Чифс» и «Лестер Тайгерс». Оказавшись сильнее соперника в восемнадцати играх чемпионата, «Сарацины» стали командой с наибольшим числом побед. Тем не менее, коллектив занял лишь второе место — причиной тому послужила бонусная система начисления очков.
В полуфинале, который проходил в Уотфорде, клуб принимал «Глостер». Волнующая концовка игры и пенальти, реализованный в самом конце матча Оуэном Фарреллом, принесли победу хозяевам (12-10), вышедшим в финал Премьер-лиги во второй раз подряд. Решающий матч вновь свёл команду с «Лестер Тайгерс». В первом тайме инициатива принадлежала «Сарацинам», и отрезок закончился со счётом 16-9 в их пользу (попытку занёс Джеймс Шорт). Ключевую роль в матче сыграла оборонительная мощь команды. В девятиминутке в конце матча «Сарацины» отразили атаку «Лестера», состоявшую более чем из тридцати фаз. Затем, при счёте 22-18 в пользу «Сарацинов», судья назначил пенальти в ворота их соперников, завершив таким образом всю игру. Клуб впервые стал чемпионом Англии и сумел взять реванш за прошлогоднее поражение. Игроком матча был признан Шалк Бритс, который поспособствовал занесению попытки.
В том же сезоне состоялось важное событие за пределами поля. Футбольный клуб «Уотфорд», владелец арены «Сарацинов», расторг договор аренды. Оставшись без домашнего стадионаы, руководство клуба просмотрело несколько альтернативных вариантов. 10 ноября 2010 года стало известно, что клуб проводит переговоры о возможном переезде на атлетический стадионе комплекса «Барнет Коптхолл». «Сарацины» запланировали модернизацию арены, которая в будущем должна была вместить десять тысяч зрителей (3 000 постоянных мест и ещё семь — на демонтируемых трибунах). При этом искусственное покрытие поля должно было стать первым в истории английского регби. Впрочем, переговоры продвигались медленно, и через некоторое время «Сарацины» достигли нового соглашения с «Уотфордом». Договор предусматривает проведение по крайней мере десяти домашних матчей клуба в сезоне 2011/12.

## Международные отношения
После японского турне «Сарацинов» клуб вступил в партнёрские отношения с местным «Фукуока Саникс Блюз». Англичане провели лёгкий для себя матч на «Глобал Арена» в самом начале срока действия полномочий Бака Шелфорда на посту главного тренера. Впрочем, следующая игра с «Сантори Санголиат» оказалась более напряжённой. В сезоне 2008/09 50 % акций клуба были приобретены консорциумом из ЮАР. В середине сезона команду покинул Эдди Джонс, новым главным тренером (Director of Rugby) был объявлен Брендан Вентер. Многих регбистов команды новое руководство признало несостоятельными. Однако результат преобразований превзошёл все ожидания — команда выиграла первые восемь матчей сезона 2009/10. Тем не менее, команда сдала позиции и финишировала третьей, вслед за «Лестером» и «Нортгемптоном».

## Текущий состав

### Первая команда
Состав команды на сезон 2017/18:

### Академия
Состав Академии «Сарацинов» перед сезоном 2017/18:
| Игрок            | Позиция | Ассоциация |
| ---------------- | ------- | ---------- |
| Тадж Макэлрой    | Хукер   | Ирландия   |
| Ральф Адамс-Хейл | Проп    | Англия     |
| Билли Уокер      | Проп    | Англия     |
| Ник Айзекве      | Лок     | Англия     |
| Бен Эрл          | Фланкер | Англия     |
| Джек Ней         | Фланкер | Англия     |

| Игрок             | Позиция   | Ассоциация |
| ----------------- | --------- | ---------- |
| Алекс Гликсен     | Скрам-хав | Англия     |
| Макс Мэлинс       | Флай-хав  | Англия     |
| Доминик Моррис    | Центр     | Англия     |
| Ротими Сеган      | Винг      | Англия     |
| Алистер Кроссдейл | Фулбэк    | Англия     |

## Руководство
- Председатель: Найджел Рэй
- Генеральный директор: Эдвард Гриффитс
- Директора: Дженни Дюранд, Ник Лесло, Доминик Сильвестр
- Технический директор: Брендан Вентер
- Спортивный директор (главный тренер): Марк Макколл
- Тренер первой команды: Энди Фаррелл
- Тренер атаки: Алекс Сандерсон
- Тренер атаки и защиты: Пол Гастард
- Директор по контролю за качеством игры: Скотт Мёрфи
- Менеджер: Майк Хайнард
- Тренеры академии: Мосесе Раулуни, Кевин Соррелл
- Менеджер академии: Джен Бонни

## Достижения
Премьер-лига
- Чемпион (6): 2010/11, 2014/15, 2015/16, 2017/18, 2018/19, 2022/23.
- Финалист (3): 1997/98, 2009/10, 2013/14.

```
Кубок европейских чемпионов
```

- Победитель (3): 2015/16, 2016/17, 2018/19.
- Финалист: 2013/14.

Англо-валлийский кубок
- Победитель: 1997/98, 2014/15.

Премьер-лига (регби-7)
- Победитель: 2010.

Melrose Sevens
- Победитель: 2012, 2013[9]

## Результаты
| Сезон   | Лига                      | Лига               | Лига | Кубок             | Кубок            | Еврокубок                | Еврокубок        |
| Сезон   | Турнир                    | Позиция / плей-офф | Очки | Турнир            | Результат        | Турнир                   | Результат        |
| ------- | ------------------------- | ------------------ | ---- | ----------------- | ---------------- | ------------------------ | ---------------- |
| 2016/17 | Aviva Premiership         | 3-е / полуфиналист | 77   | LV= Cup           | Полуфиналист     | Champions Cup            | Чемпион          |
| 2015/16 | Aviva Premiership         | 1-е / чемпион      | 80   | не участвовал     | —                | Champions Cup            | Чемпион          |
| 2014/15 | Aviva Premiership         | 4-е / чемпион      | 68   | LV= Cup           | Чемпион          | Champions Cup            | Полуфиналист     |
| 2013/14 | Aviva Premiership         | 1-е / финалист     | 87   | LV= Cup           | Полуфиналист     | Heineken Cup             | Финалист         |
| 2012/13 | Aviva Premiership         | 1-е / финалист     | 77   | LV= Cup           | Полуфиналист     | Heineken Cup             | Полуфиналист     |
| 2011/12 | Aviva Premiership         | 3-е / полуфиналист | 73   | LV= Cup           | 2-е в группе     | Heineken Cup             | Четвертьфиналист |
| 2010/11 | Aviva Premiership         | 2-е / чемпион      | 76   | LV= Cup           | 2-е в группе     | Heineken Cup             | 4-е в группе     |
| 2009/10 | Guinness Premiership      | 3-е / финалист     | 69   | LV= Cup           | Полуфиналист     | European Challenge Cup   | 2-е в группе     |
| 2008/09 | Guinness Premiership      | 9-е                | 47   | EDF Energy Cup    | 3-е в группе     | European Challenge Cup   | Полуфиналист     |
| 2007/08 | Guinness Premiership      | 8-е                | 52   | EDF Energy Cup    | Полуфиналист     | Heineken Cup             | Полуфиналист     |
| 2006/07 | Guinness Premiership      | 4-е / полуфиналист | 63   | EDF Energy Cup    | 3-е в группе     | European Challenge Cup   | Полуфиналист     |
| 2005/06 | Guinness Premiership      | 10-е               | 46   | Powergen Cup      | 4-е в группе     | Heineken Cup             | 2-е в группе     |
| 2004/05 | Zurich Premiership        | 5-е                | 57   | Powergen Cup      | Четвертьфиналист | Parker Pen Challenge Cup | Четвертьфиналист |
| 2003/04 | Zurich Premiership        | 10-е               | 39   | Powergen Cup      | Четвертьфиналист | Parker Pen Challenge Cup | Четвертьфиналист |
| 2002/03 | Zurich Premiership        | 8-е                | 42   | Powergen Cup      | Четвертьфиналист | Parker Pen Challenge Cup | Полуфиналист     |
| 2001/02 | Zurich Premiership        | 10-е               | 34   | Powergen Cup      | Четвертьфиналист | Parker Pen Shield        | Четвертьфиналист |
| 2000/01 | Zurich Premiership        | 5-е                | 58   | Powergen Cup      | Четвертьфиналист | Heineken Cup             | 2-е в группе     |
| 1999/00 | Allied Dunbar Premiership | 4-е                | 28   | Tetley Bitter Cup | 1/8              | Heineken Cup             | 2-е в группе     |
| 1998/99 | Allied Dunbar Premiership | 3-е                | 33   | Tetley Bitter Cup | Четвертьфиналист | не участвовал            | —                |
| 1997/98 | Allied Dunbar Premiership | 2-е                | 37   | Tetley Bitter Cup | Чемпион          | European Challenge Cup   | 2-е в группе     |